# Río Pilica
El río Pilica (en polaco: Pilica; en alemán: Pilitza; piˈlit͡sa) es un río de Polonia central, el afluente por la izquierda más largo del río Vístula, con una longitud de 319 km (8.º en longitud del país) y una cuenca hidrográfica de 9.273 km². Tiene como afluentes por la derecha: Dyga, Pierzchnia, Drzewiczka, Cetenka, Słomianka, Czarna Konecka, Czarna Włoszczowska y Zwlecza; y afluentes por la izquierda: Dylówka, Mogielanka, Lubjanka, Rokitna, Gać, Wolbórka, Luciąża, Białka y Krztynia.
Entre las ciudades recorridas por el Pilica se encuentran:
- Szczekociny
- Koniecpol
- Przedbórz
- Sulejów
- Tomaszów Mazowiecki
- Spała
- Inowłódz
- Nowe Miasto nad Pilicą
- Wysmierzyce
- Białobrzegi
- Warka

Hay una ruta en kayak por este río, "Szlak wodny Pilicy", de 228 km de largo. Comienza en Zarzecze cerca de Szczekociny y acaba en una boca del río Pilica.